# ファーマフーズ
株式会社ファーマフーズは、京都府京都市西京区に本社を置く健康食品・医薬品等の製造販売を行う企業。

## 概要
主に機能性素材事業・通信販売事業・バイオメディカル事業のほか、外部企業からの分析・効能評価試験等を受託するLSI（Life Science Information）を展開する。社名の由来は、医薬と食品の英語名の造語。
機能性表示食品制度の盛り上がりとともに機能性素材事業は成長。通信販売事業も育毛剤などの自社製品が売れて事業規模を大きく伸ばしている。機能性素材では、ファーマギャバの寄与度が大きく、サプリも販売している 。

## 沿革
- 1997年（平成9年）- 京都府久世郡久御山町で株式会社ファーマフーズ研究所を設立。
- 1999年（平成11年）- 京都市下京区に移転、その後京都市南区に移転。
- 2004年（平成16年）- 株式会社ファーマフーズに商号変更。
- 2006年（平成18年）- 東京証券取引所マザーズ市場に上場。本社を京都市西京区に移転。
- 2013年（平成25年）- 株式会社広島バイオメディカルを吸収合併。
- 2015年（平成27年）- 子会社・株式会社ファーマフーズコミュニケーションを設立。
- 2016年（平成28年）- 株式会社フューチャーラボを子会社化。市場選択制度により、東京証券取引所第二部に市場変更。
- 2021年（令和3年）
  - オリックスバファローズとオフィシャルスポンサー契約締結を結び、選手及びコーチの着用するヘルメットに主力商品のロゴを掲出。
  - 東京証券取引所第一部に指定替え、ロート製薬株式会社との資本業務提携を発表[3][4]。同年に明治薬品を子会社化[5]。
- 2022年（令和4年）5月25日 - オンキヨー[注釈 1]の第三者割当増資を引き受け、持分法適用会社とする。

## ラジオ番組
ファーマフーズが企画して放送しているラジオ番組各種。実質ラジオショッピングである。特にファーマフーズが本社を置く京都を中心とした関西圏で多く放送されている。以下に挙げるもの以外でもインフォマーシャルとして各局のパーソナリティと掛け合うものも多数放送されている。ラジオ関西でも放送していたが2022年10月をもって撤退した（生コマーシャルは継続）。

### ぴよぴよラジオ
AM・FMを問わず最も多くの放送局で放送されているもの。川原ちかよと西田育弘がファーマフーズ職員とかけ合いながら放送する。FM局では「Piyo Piyo Radio」と表記する局もあるが、内容は同じである。また、5分番組であるため、週に複数回放送するのも特徴である。

### ヒヨコで踊るラジオ
前者より長い15分枠（地域によっては10分）の番組。こちらはAM局で放送される。
- 出演／今村敦子、ハル[注釈 3]

### ピヨピヨすぎるラジオ
2021年7月3日より9月25日まで文化放送で放送されていた。「タマゴが持つ秘めたチカラ」を中心に、リスナーの健康ライフに役立つ情報を発信する。パーソナリティは、鈴木純子と太田英明が担当。同年4月3日から6月26日まで放送されていた、「ぴよっとサタデー」をリニューアルした。
上記以外に、テレビCMでは上記のハル及び上野敏子が出演し、自社商品の紹介等を行っている。